# Janez Schemua
Janez Schemua [šémva], avstro-ogrski general slovenskega rodu, * 21. september 1850, Celovec, † 29. april 1919, Innsbruck.
Janez Schemua (tudi Johan Schemua, Janez Žemva ali Ivan Žemva) se je rodil v družini častnika Blaža Žemve.  Končal je vojaško akademijo (Dunajsko Novo mesto 1869) in višjo vojaško šolo (Dunaj 1877). Leta 1899 je kot  generalmajor pehote postal komandant 7. gorske brigade, od 1904 je bil komandant 31. divizije. Leta 1909 je postal komandant korpusa v Innsbrucku ter domobranstva na Tirolskem in Predarlskem. Posebne zasluge si je pridobil pri organiziranju bojevanja v gorah in leta 1915 za uspešno obrambo Tirolske.